# Đầm phá

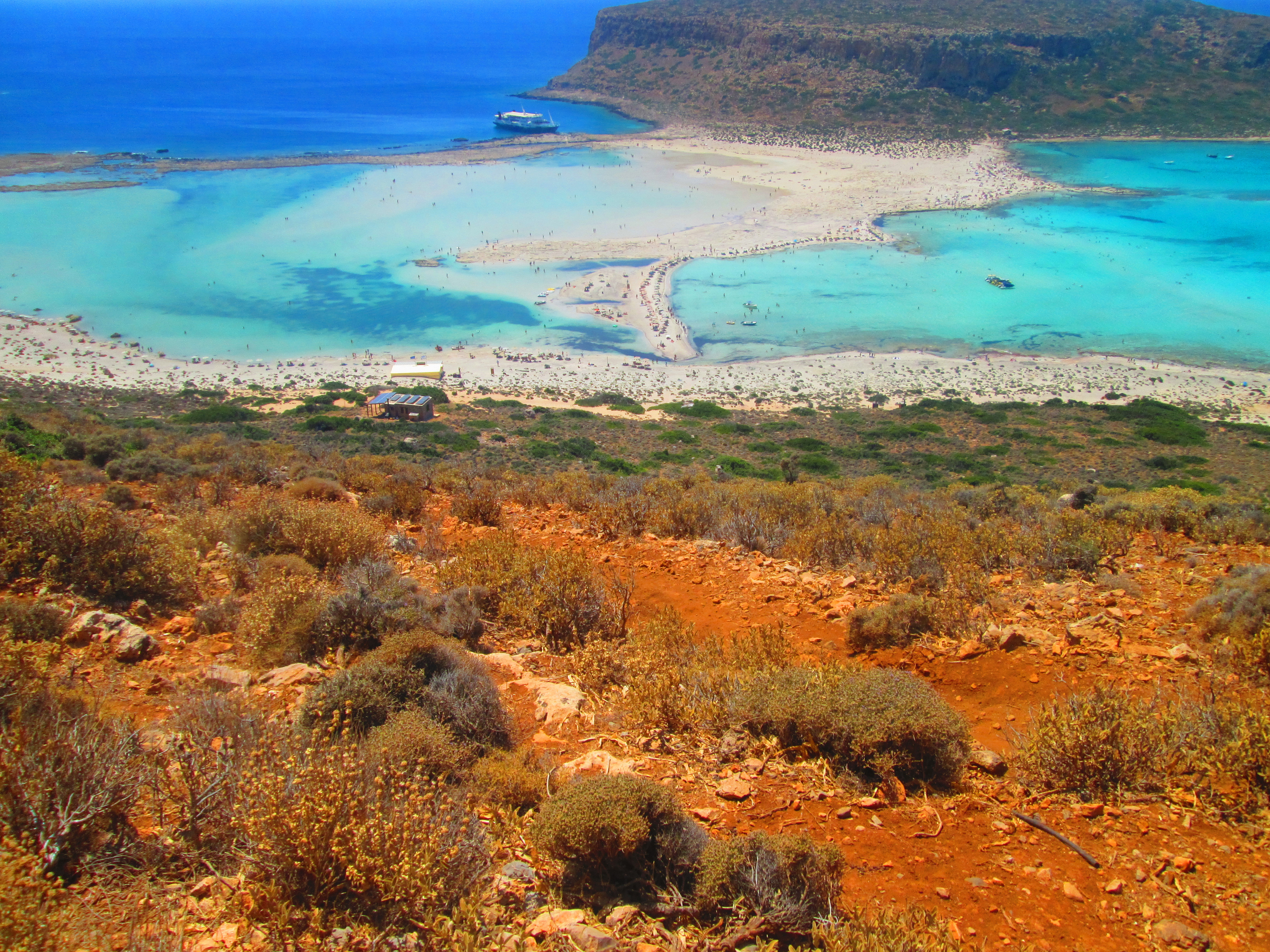
Đầm phá bờ biển Balos ở Tây bắc Crete. Vùng đầm phá nông bị tách ra khỏi biển Địa Trung Hải bởi bãi cát ngầm hẹp kết nối với dãy núi nhỏ.

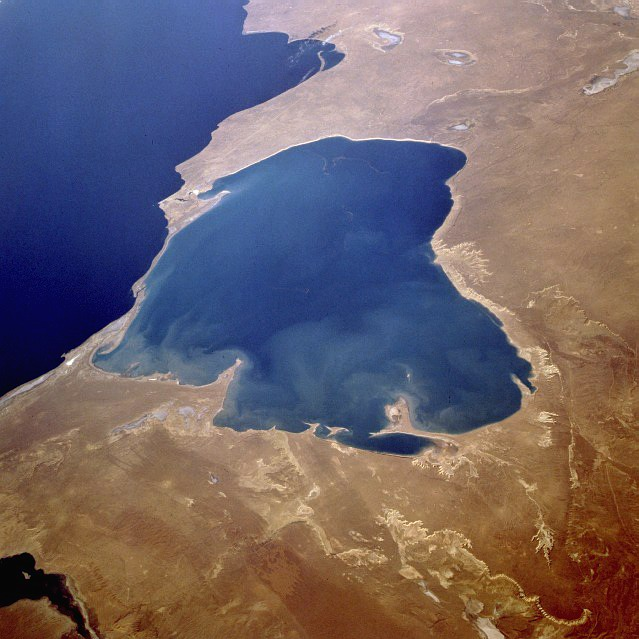
Đầm phá Garabogaz-Göl ở Turkmenistan

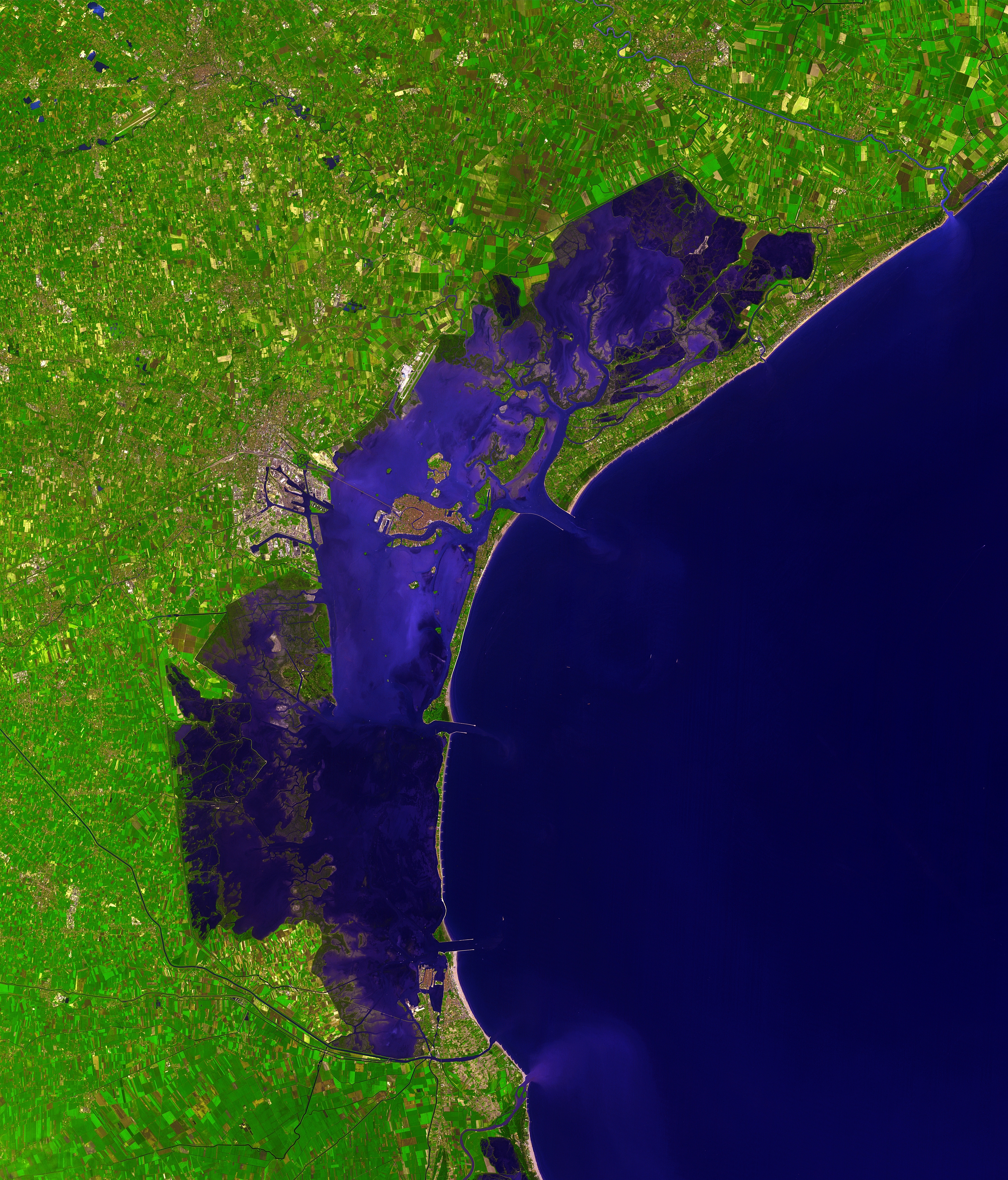
Đầm phá Venezia

Đầm phá ven bờ biển (tiếng Anh: coastal lagoon) là một loại hình thủy vực ven bờ, nước lợ, mặn hoặc siêu mặn, thường có hình dáng kéo dài, được ngăn cách với biển bởi hệ thống đê cát dạng cồn đụn và có cửa (inlet) thông với biển. Đầm phá ven bờ (coastal lagoons) khác với các vụng biển (lagoon) nằm giữa các rạn san hô vòng ngoài khơi.

## Phân loại
Đầm phá có thể có một hoặc nhiều cửa biển, đóng mở thường xuyên hoặc định kỳ về mùa mưa lũ, có khi trên mặt đất thì đóng kín nhưng nước đầm vẫn luân lưu với nước biển phía ngoài nhờ thẩm thấu qua thân đê cát chắn. Đầm phá ven bờ có mặt ở nhiều nơi, chiếm khoảng 13% chiều dài đường bờ đại dương thế giới. Theo hình thái - động lực, đầm phá ven bờ được phân thành 4 kiểu - đầm phá dạng cửa sông (estuarine lagoon), dạng mở (open lagoon), dạng kín từng phần (partly closed lagoon) và dạng kín (closed lagoon).

## Việt Nam
Ở Việt Nam, các đầm phá tập trung ở miền Trung, nơi giàu nguồn bồi tích cát ven bờ, động lực sóng mạnh và thủy triều không lớn. Từ Thừa Thiên Huế tới Ninh Thuận, có 12 đầm phá tiêu biểu với tổng diện tích khoảng 458 km vuông, phân bố trên khoảng 21% chiều dài bờ biển Việt Nam. Hệ đầm phá Tam Giang-Cầu Hai ở Thừa Thiên-Huế dài 70 km, rộng 216 km2 thuộc loại lớn nhất Đông Á và loại lớn trên thế giới . Hầu hết các tên gọi đầm, phá ở Miền Trung ứng với thuật ngữ lagoon trong tiếng Anh, nhưng có trường hợp không phải. Ví dụ, đầm Nha Phu ở Khánh Hoà không phải là một lagoon, mà là một vịnh biển nhỏ (small bay) có đáy bị bồi cạn đáng kể.
Đầm phá ven bờ ven bờ Miền Trung Việt Nam là hệ sinh thái có năng suất sinh học cao, là nơi lưu giữ nguồn giống sinh vật thủy sinh, đa dạng kiểu sinh cư, như vùng cửa sông, đầm lầy, thảm cỏ nước, bãi lầy có thực vật ngập mặn, đáy bùn lòng chảo, lạch triều, bãi triều cát, vùng triều đá, nên đa dạng sinh học cao. Đặc biệt, các cửa sông, đầm lầy và thảm cỏ nước trong đầm phá là nơi rất giàu dinh dưỡng, nguồn giống, nguồn lợi thủy sản và là nơi tập trung chim di trú tạo thành các sân chim lớn như ở cửa sông Ô Lâu trong phá Tam Giang trước đây.

## Đầm phá rạn san hô vòng
Đầm phá rạn san hô vòng hình thành khi rặn san hô mọc lên trên trong khi quần đảo bị bao quanh bởi rặn san hô chìm xuống, cho đến khi chỉ còn lại rạn san hô trên mực nước biển. Đầm phá rạn san hô vòng có những nơi có độ sâu lớn hơn 20 m.

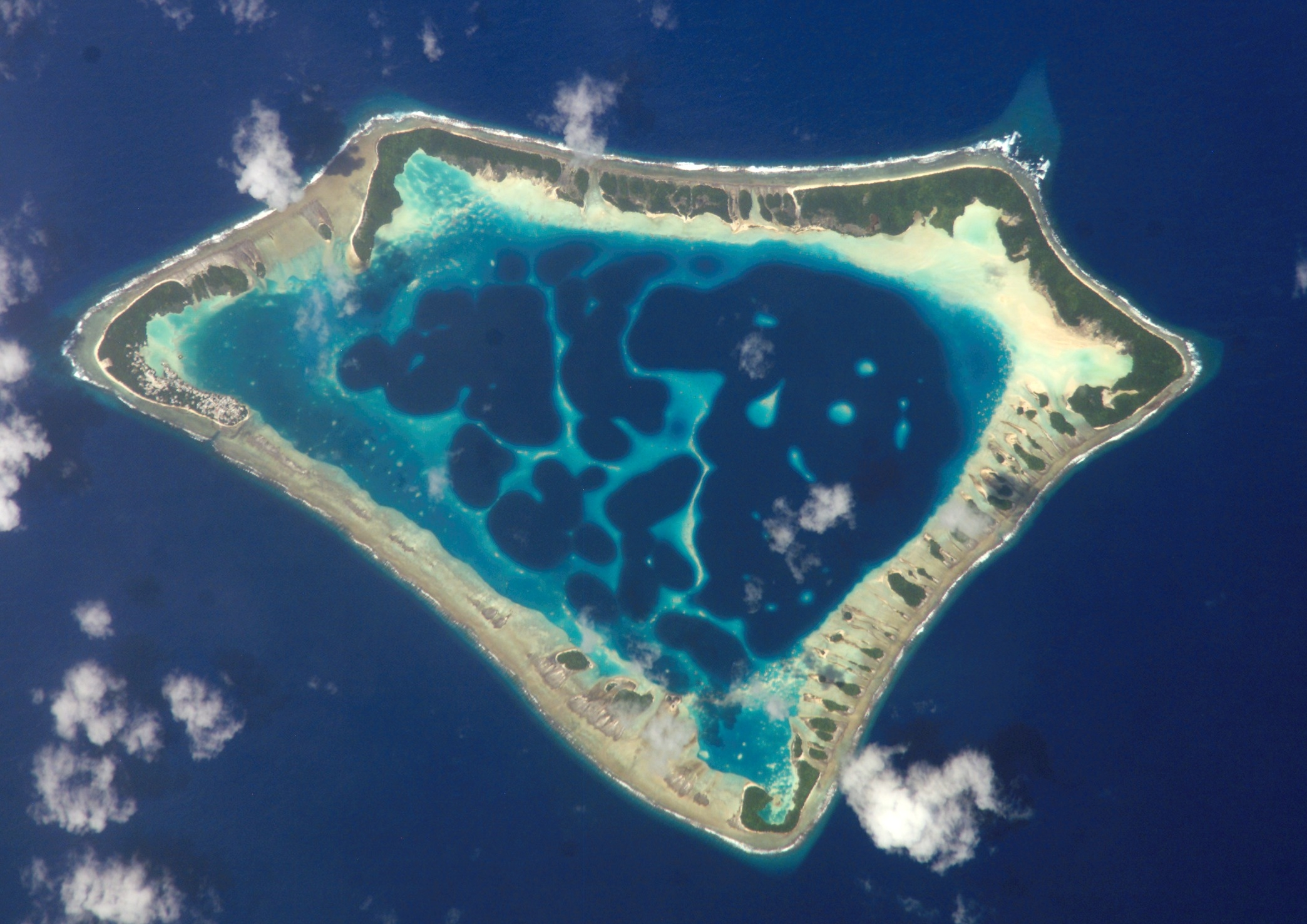
Ảnh vệ tinh của rạn san hô vòng Atafu ở Tokelau trên Thái Bình Dương

## Hình ảnh
Đầm phá
- Ảnh từ phía trên Bora Bora ở Polynésie thuộc Pháp
- Ảnh nhìn từ phía trên tây bắc Kivalina, Alaska
- Gần nửa khu vực Kiritimati là đầm phá, một số chỗ là nước ngọt và một số chỗ là nước mặn